# Kirloskar Brothers
Kirloskar Brothers Limited (сокр. KBL) — индийская компания по производству насосного оборудования, проектированию и производству систем снабжения жидкостями.
Основана в 1888 году, инкорпорирована в 1920-м. Входит в группу компаний Kirloskar Group с оборотом $2,5 млрд, где является флагманской. KBL предлагает решения по снабжению жидкостями для крупных инфраструктурных проектов по водоснабжению, гидросетям электростанций, ирригации, нефти и газу, для флота и обороны. Компания разрабатывает и производит общепромышленные, нефтехимические, сельскохозяйственные и бытовые насосы, задвижки и гидротурбины.
В 2003 году KBL купила британскую компанию SPP Pumps и её американское подразделение в Атланте, за счёт чего расширила своё международное присутствие. В 2007 году к KBL присоединены компании Kirloskar Brothers International B.V. в Нидерландах и Kirloskar Brothers (Thailand) Ltd в Таиланде. В 2008 году KBL присоединила нидерландскую Kirloskar Pompen B.V., которая купила в 2015 году купила Rodelta Pumps International B.V. В 2010 году KBL купила компанию Braybar Pumps из ЮАР. В 2012 году открыт завод в Египте под маркой SPP. С 1988 года KBL имеет совместное предприятие Kirloskar Ebara Pumps Ltd. с японской компанией Ebrara. В 2006 году основано совместное предприятие Kirloskar Corrocoat Private Limited с британской компанией Corrocoat. В 2007 году приобретена Kolhapur Steel Limited, а в 2008-м — Hematic Motors.
Kirloskar Brothers выпускает центробежные насосы мощностью от 0,1 кВт до 26 МВт, позволяющие перекачивать жидкости со скоростью выше 35 тыс. литров в секунду, являющиеся самыми крупными насосами и самыми мощными.
Компания инвестирует в исследования и разрабатывает новые модели оборудования: зумпфовые насосы], анализ поведения потоков жидкостей с использованием методов гидродинамики, анализ пульсаций, кавитации, вибрации, анализ переходных процессов, сейсмический анализ. С 2006 года компания получила 17 патентов и представляет различные технические предложения в Американское общество инженеров-механиков и Техасский университет A&M.

## Достижения

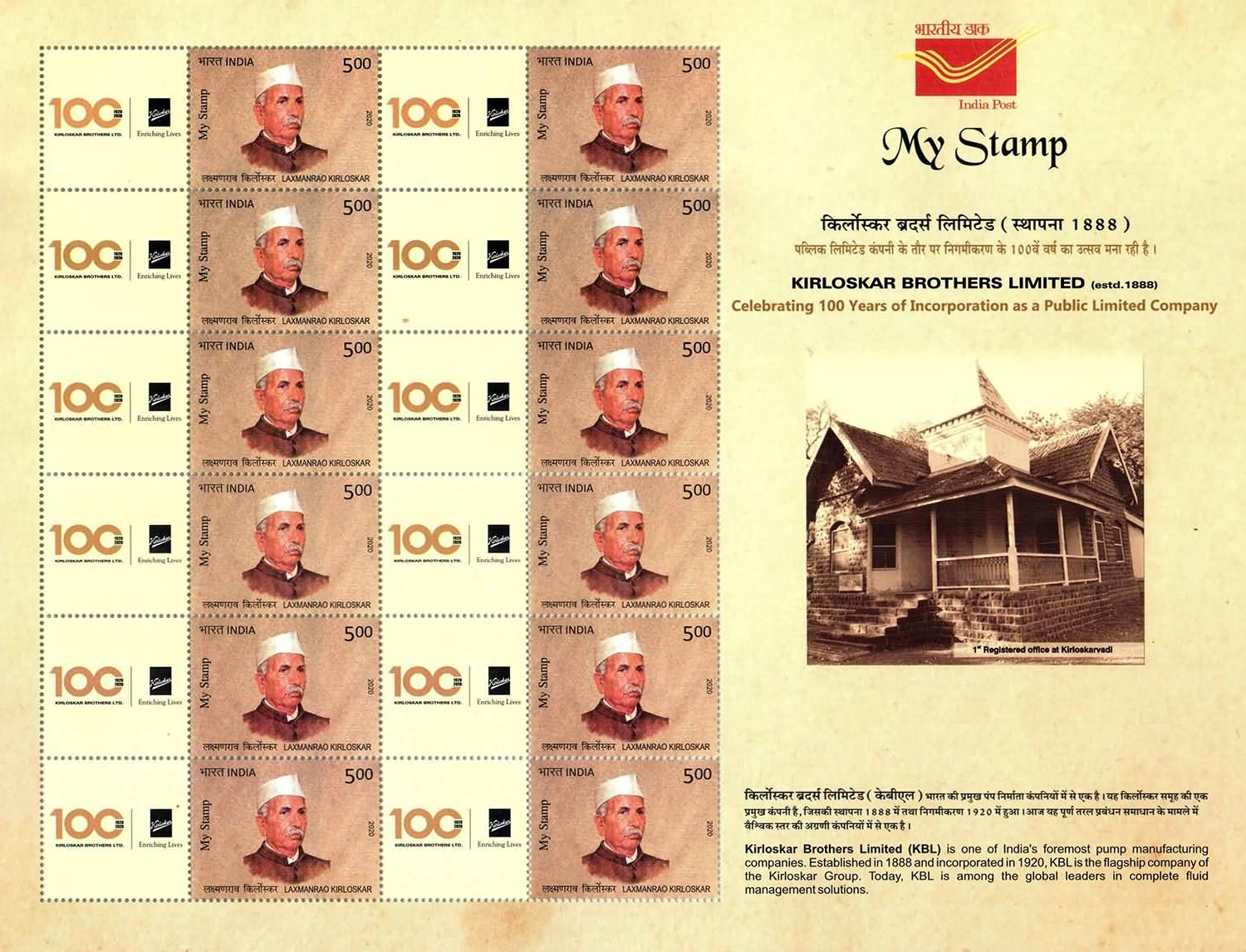
Почтовая марка, выпущенная в 2020 году, в честь столетия компаний. На марке изображён основатель компании, Лаксманрао Кирлоскар, и первый офис компании в городе Кирлоскарвади

KBL создала крупнейшую (на март 2007 года) в мире ирригационную систему в рамках проекта Нармада Правительства штата Гуджарат.
Kirloskar Brothers давно и широко участвует в индийской ядерной программе и поставляет насосы с герметичным приводом для перекачки тяжёлой воды на индийских АЭС.
KBL — первая индийская компания получившая сертификацию от страхового фонда FM Global на свои задвижки.
KBL имеет работает в 80 странах мира.
Kirloskar Brothers одна из старейших до сих пор работающих компаний Индии и первая инжиниринговая компания, выпускающая продукцию под собственным индийским брендом с конца 1880-х годов.
В 2012 году Kirloskar Brothers получила аккредитацию N-STAMP от Американского общества инженеров-механиков, став первой индийской компанией производителем вращающегося оборудования, получившей такую аккредитацию, и одной из нескольких в мире.
На заводе компании в Коимбатуре (штат Тамилнад) работают только женщины.
KBL помогала таиландским властям в спасении футболистов из затопленной пещеры в июле 2018 года.
Компания поставляла насосы для пожарных спринклерных систем небоскрёбов Осколок и Огурец в Лондоне, для гостиницы Marina Bay Sands в Сингапуре, для комплекса Пламенные башни в Баку (Азербайджан), Мармарайского туннеля в Стамбуле (Турция).